# Anfani FM
Anfani FM — приватна радіомережа в Нігері. Розташована в столиці Ніамей, Anfani також має станції в регіональних центрах Мараді, Зіндер, Бірні Нконні та Діффа.

## Історія
Засноване газетним журналістом Гремою Букаром як відгалуження його друкованого тижневика новин Anfani, Anfani FM (FM 100 МГц) у Ніамеї було одним з перших недержавних мовників Нігеру. У 1990-х роках уряд полковника Ібрагіма Баре Майнассари кілька разів закривав Anfani FM. Після повернення цивільного правління у 1999 році журналісти Anfani FM неодноразово стикалися з арештами та урядовими санкціями у зв'язку з їхніми репортажами.

## Зміст
За часів військового режиму Anfani FM надавала доступ до ефіру опозиційним політикам і продовжує транслювати внутрішні новини французькою, хауса, джерма та іншими регіональними мовами. Станція також ретранслює новини «Голосу Америки» та «Німецької хвилі». Бувши приватною, Anfani FM раніше отримувала гранти від уряду Сполучених Штатів через Національний фонд на підтримку демократії.

## Станції
Anfani FM мовить за допомогою передавачів потужністю 1,5 кВт, розташованих у Ніамеї, Мараді, Бірні Нконні, Зіндері та Діффі на частоті FM 100MHZ.